# Bahrom Vafoev Stadium
Bahrom Vafoev Stadium é um estádio multi-uso em Mubarek, Uzbequistão. Atualmente, é utilizado principalmente para partidas de futebol e serve como mando de campo para o Mash'al Mubarek, um clube de futebol uzbeque. O estádio tem capacidade para 10.000 pessoas.